# 征露
征露（せいろ）は、日本の私年号の一つ。日露戦争での対露戦争の戦勝を記念して使用された。この年号が記載された絵葉書が発行され、夏目漱石の吾輩は猫であるの作中でも使用が見られる。

## 西暦との対照表
| 征露 | 元年   | 2年    |
| 西暦 | 1904年 | 1905年 |
| 皇紀 | 2564年 | 2565年 |
| 干支 | 甲辰   | 乙巳   |
| 明治 | 37年   | 38年   |